# カレンダーメーカー
カレンダーメーカーとは、名前を入力するだけで、その人のとある一ヶ月を教えてくれるウェブ上のサービスである。これは人気の脳内メーカーも管理しているうそこメーカーが運営している。2007年9月23日に公開された。1週間後の同年9月30日には脳内メーカーにつれて500万アクセスを突破した。
名前を入力することによって、その人の一か月分の計画が表示される。脳内メーカー同様に単語で表される。